# Muhafiz (islam)
Muhafiz je preslušatelj odnosno mentor u islamu. Kad kandidat za hifz, izabire mentora - muhafiza. Idealno bi bilo da to bude hafiz jer je prošao kroz isti proces učenja i situacije, no to nije obvezno. Muhafiz nad kandidatom bdije svakog dana, preslušava njegovo učenje te učenika odgaja kroz učenje hifza. Učenik i preslušatelj do kraja života ostaju u duhovnoj vezi. Preslušatelj je potpora učeniku u poteškoćama s hifzom, no i ostalim životnim problemima koji bi mogli utjecati na napredovanje u pamćenju kuranskog teksta. Kad kandidat dovrši učenje hifza pred muhafizom koji je hafiz Kurana, ako on posjeduje idžazetnamu uručujje mu diplomu koja je potvrda da je naučio Kuran. Povijesno, lanac hifza počeo je od Alaha, koji je svom govoru preko meleka Džibrila, podučavao proroka Muhameda, a on dalje ostale ljude. Muhamed je tako prvi hafiz Kurana, a melek Džibril prvi muhafiz.